# Caloptilia oriarcha
Caloptilia oriarcha är en fjärilsart som först beskrevs av Edward Meyrick 1915.  Caloptilia oriarcha ingår i släktet Caloptilia och familjen styltmalar.
Artens utbredningsområde är Peru. Inga underarter finns listade i Catalogue of Life.